# Élections régionales de 2019 en Brandebourg
Les élections régionales de 2019 dans le Brandebourg (en allemand : Landtagswahl im Brandenburg 2019) se tiennent le 1er septembre 2019, afin d'élire les 88 députés de la 7e législature du Landtag, pour un mandat de cinq ans.
La participation bondit de 14 points lors de ce scrutin que remporte de nouveau le Parti social-démocrate, au pouvoir depuis 1990, devant l'Alternative pour l'Allemagne. La coalition rouge-rouge au pouvoir depuis dix ans ayant perdu sa majorité absolue, le ministre-président Dietmar Woidke assure sa reconduction pour un troisième mandat en nouant une alliance avec l'Union chrétienne-démocrate et Les Verts.

## Contexte
Lors des élections régionales du 14 septembre 2014, le Parti social-démocrate d'Allemagne (SPD), au pouvoir depuis 1990 et emmené par le ministre-président Dietmar Woidke, vire une nouvelle fois en tête en rassemblant 31,9 % des suffrages exprimés et 30 députés sur 88. Il est suivi par l'Union chrétienne-démocrate d'Allemagne (CDU), avec qui il a gouverné le Land entre 1999 et 2009, qui réunit 23 % des voix et fait élire 21 parlementaires.
Die Linke, alliée du SPD depuis 2009, perd ainsi une place et redevient la troisième force politique au Landtag. Ses 18,6 % lui permettent de gagner 17 sièges. La quatrième place revient à l'Alternative pour l'Allemagne (AfD), parti de droite nationaliste qui parvient à totaliser 12,2 % des suffrages et 11 élus. Elle est suivie par l'Alliance 90 / Les Verts (Grünen), dont les 6,2 % des voix lui accordent six députés. Enfin, les Mouvements citoyens unis du Brandebourg / Électeurs libres (de) (BVB/FW) obtiennent trois sièges avec 2,7 % des suffrages après avoir gagné une circonscription.
Après six semaines de discussions et négociations, Woidke assure son maintien au pouvoir en confirmant la « coalition rouge-rouge » qui rassemble le SPD et Die Linke.
Le rapport de forces évolue fortement aux élections fédérales du 24 septembre 2017. Première, la CDU remporte 26,7 % des voix, soit un recul de huit points en quatre ans. Elle est suivie de l'AfD qui surgit immédiatement à la deuxième place avec 20,2 % des suffrages, soit une poussée spectaculaire de 14 points par rapport à 2013. Les sociaux-démocrates atteignent de justesse la troisième position en totalisant 17,6 %, juste devant la gauche radicale qui rassemble 17,2 %. Avec 7,1 %, le FDP multiplie son score par presque trois et passe ainsi devant les Grünen qui se contentent de 5 %.

## Mode de scrutin
Le Landtag est constitué de 88 députés (en allemand : Mitglied des Landtags, MdL), élus pour une législature de cinq ans au suffrage universel direct et suivant le scrutin proportionnel de Hare/Niemayer.
Chaque électeur dispose de deux voix : la première (Wahlkreisstimme) lui permet de voter pour un candidat de sa circonscription selon les modalités du scrutin uninominal majoritaire à un tour, le Land comptant un total de 44 circonscriptions ; la seconde voix (Landesstimme) lui permet de voter en faveur d'une liste de candidats présentée par un parti au niveau du Land.
Lors du dépouillement, l'intégralité des 88 sièges est répartie proportionnellement aux secondes voix entre les partis ayant remporté au moins 5 % des suffrages exprimés au niveau du Land. Si un parti a remporté des mandats au scrutin uninominal, ses sièges sont d'abord pourvus par ceux-ci.
Dans le cas où un parti obtient plus de mandats au scrutin uninominal que la proportionnelle ne lui en attribue, il conserve ces mandats supplémentaires et la taille du Landtag est augmentée par des mandats complémentaires distribués aux autres partis pour rétablir une composition proportionnelle aux secondes voix, dans une limite de 110 sièges au total.

## Campagne

### Principaux partis
| Parti | Parti | Idéologie                                                                   | Chef de file                           | Résultat en 2014           |
| ----- | --- | --------------------------------------------------------------------------- | -------------------------------------- | -------------------------- |
|       | Parti social-démocrate d'Allemagne Sozialdemokratische Partei Deutschlands                                             | Centre gauche Social-démocratie, troisième voie, progressisme               | Dietmar Woidke                         | 31,9 % des voix 30 députés |
|       | Union chrétienne-démocrate d'Allemagne Christlich Demokratische Union Deutschlands                                     | Centre droit Démocratie chrétienne, libéral-conservatisme                   | Ingo Senftleben                        | 23 % des voix 21 députés   |
|       | Die Linke | Extrême gauche à gauche Socialisme démocratique, anticapitalisme, populisme | Sebastian Walter et Kathrin Dannenberg | 18,6 % des voix 17 députés |
|       | Alternative pour l'Allemagne Alternative für Deutschland                                                               | Droite à extrême droite Euroscepticisme, national-conservatisme, populisme  | Andreas Kalbitz                        | 12,2 % des voix 11 députés |
|       | Alliance 90 / Les Verts Bündnis 90/Die Grünen                                                                          | Centre gauche Écologie politique, progressisme                              | Ursula Nonnemacher et Benjamin Raschke | 6,2 % des voix 6 députés   |
|       | Mouvements citoyens unis du Brandebourg / Électeurs libres (de) Brandenburger Vereinigte Bürgerbewegungen/Freie Wähler | Centre Localisme, démocratie directe, libéral-conservatisme                 | Péter Vida                             | 2,7 % des voix 3 députés   |
|       | Parti libéral-démocrate Freie Demokratische Partei                                                                     | Centre à centre droit Libéralisme, social-libéralisme                       | Hans-Peter Goetz                       | 1,5 % des voix 0 député    |

### Sondages
| Institut                | Date       | CDU    | SPD    | Verts  | FDP   | Linke  | AfD    |
| ----------------------- | ---------- | ------ | ------ | ------ | ----- | ------ | ------ |
| Institut                | Date       |        |        |        |       |        |        |
| Forschungsgruppe Wahlen | 29/08/2019 | 16,5 % | 22 %   | 14,5 % | 5 %   | 14 %   | 21 %   |
| Civey                   | 28/08/2019 | 17,9 % | 20,3 % | 14,8 % | 4,9 % | 15,5 % | 20,3 % |
| INSA                    | 27/08/2019 | 17 %   | 21 %   | 14 %   | 5 %   | 15 %   | 21 %   |
| Forschungsgruppe Wahlen | 23/08/2019 | 18 %   | 21 %   | 14 %   | 5 %   | 14 %   | 20 %   |
| Infratest dimap         | 22/08/2019 | 18 %   | 22 %   | 12 %   | 5 %   | 15 %   | 22 %   |
| Civey                   | 14/08/2019 | 17 %   | 18,3 % | 17,2 % | 5,5 % | 14,8 % | 21 %   |
| Forsa                   | 09/08/2019 | 18 %   | 17 %   | 16 %   | 5 %   | 14 %   | 21 %   |
| INSA                    | 02/07/2019 | 18 %   | 19 %   | 16 %   | 6 %   | 16 %   | 19 %   |
| Infratest dimap         | 11/06/2019 | 17 %   | 18 %   | 17 %   | 5 %   | 14 %   | 21 %   |
| INSA                    | 30/05/2019 | 20 %   | 19 %   | 12 %   | 5 %   | 18 %   | 20 %   |
| Infratest dimap         | 09/04/2019 | 20 %   | 22 %   | 12 %   | 5 %   | 16 %   | 19 %   |
| INSA                    | 07/02/2019 | 21 %   | 21 %   | 10 %   | 5 %   | 17 %   | 19 %   |
| pmg                     | 10/01/2019 | 21 %   | 23 %   | 10 %   | 3 %   | 18 %   | 21 %   |
| Forsa                   | 01/01/2019 | 19 %   | 20 %   | 12 %   | 5 %   | 17 %   | 20 %   |
| Infratest dimap         | 19/09/2018 | 21 %   | 23 %   | 7 %    | 5 %   | 17 %   | 23 %   |
| INSA                    | 17/08/2018 | 18 %   | 23 %   | 8 %    | 5 %   | 18 %   | 21 %   |
| Infratest dimap         | 18/04/2018 | 23 %   | 23 %   | 7 %    | 4 %   | 17 %   | 22 %   |
| Infratest dimap         | 14/11/2017 | 22 %   | 23 %   | 6 %    | 7 %   | 17 %   | 20 %   |
| Forsa                   | 10/11/2017 | 22 %   | 25 %   | 6 %    | 5 %   | 18 %   | 18 %   |
| Infratest dimap         | 21/06/2017 | 25 %   | 28 %   | 6 %    | 3 %   | 18 %   | 15 %   |
| Forsa                   | 18/01/2017 | 21 %   | 30 %   | 7 %    | 4 %   | 15 %   | 18 %   |
| Infratest dimap         | 30/11/2016 | 25 %   | 30 %   | 6 %    | –     | 17 %   | 16 %   |
| Forsa                   | 30/09/2016 | 17 %   | 36 %   | 6 %    | 4 %   | 17 %   | 20 %   |

## Résultats

### Voix et sièges
|                          |                                                                          |                                                                          |                  |                  |                  |                  |           |        |        |              |               |  |  |  |
| Partis                   | Partis                                                                   | Partis                                                                   | Circonscriptions | Circonscriptions | Circonscriptions | Circonscriptions | Listes    | Listes | Listes | Total sièges | +/-           |  |  |  |
| Partis                   | Partis                                                                   | Partis                                                                   | Votes            | %                | Sièges           | +/-              | Votes     | %      | Sièges | Total sièges | +/-           |  |  |  |
|                          | Parti social-démocrate d'Allemagne (SPD)                                 | Parti social-démocrate d'Allemagne (SPD)                                 | 325 986          | 25,82            | 25               | 4                | 331 240   | 26,18  | 0      | 25           | 5             |  |  |  |
|                          | Alternative pour l'Allemagne (AfD)                                       | Alternative pour l'Allemagne (AfD)                                       | 279 729          | 22,16            | 15               | 15               | 297 429   | 23,51  | 8      | 23           | 12            |  |  |  |
|                          | Union chrétienne-démocrate d'Allemagne (CDU)                             | Union chrétienne-démocrate d'Allemagne (CDU)                             | 220 452          | 17,46            | 2                | 8                | 196 989   | 15,57  | 13     | 15           | 6             |  |  |  |
|                          | Alliance 90 / Les Verts (Grünen)                                         | Alliance 90 / Les Verts (Grünen)                                         | 130 075          | 10,30            | 1                | 1                | 136 326   | 10,78  | 9      | 10           | 4             |  |  |  |
|                          | Die Linke (Linke)                                                        | Die Linke (Linke)                                                        | 153 708          | 12,17            | 0                | 4                | 135 572   | 10,72  | 10     | 10           | 7             |  |  |  |
|                          | Mouvements citoyens unis du Brandebourg / Électeurs libres (de) (BVB/FW) | Mouvements citoyens unis du Brandebourg / Électeurs libres (de) (BVB/FW) | 90 963           | 7,20             | 1                | en stagnation    | 63 879    | 5,05   | 4      | 5            | 2             |  |  |  |
|                          | Parti libéral-démocrate (FDP)                                            | Parti libéral-démocrate (FDP)                                            | 46 057           | 3,65             | 0                | en stagnation    | 51 604    | 4,08   | 0      | 0            | en stagnation |  |  |  |
|                          | Autres                                                                   | Autres                                                                   | 15 581           | 1,1              | 0                | en stagnation    | 51 963    | 4,1    | 0      | 0            | en stagnation |  |  |  |
|                          |                                                                          |                                                                          |                  |                  |                  |                  |           |        |        |              |               |  |  |  |
| Votes valides            | Votes valides                                                            | Votes valides                                                            | 1 262 543        | 98,56            |                  |                  | 1 265 039 | 98,76  |        |              |               |  |  |  |
| Votes blancs et nuls     | Votes blancs et nuls                                                     | Votes blancs et nuls                                                     | 18 439           | 1,44             | 15 943           | 1,24             |           |        |        |              |               |  |  |  |
| Total                    | Total                                                                    | Total                                                                    | 1 280 982        | 100              | 44               | en stagnation    | 1 280 982 | 100    | 44     | 88           | en stagnation |  |  |  |
| Abstentions              | Abstentions                                                              | Abstentions                                                              | 807 620          | 38,67            |                  |                  | 807 620   | 38,67  |        |              |               |  |  |  |
| Inscrits / participation | Inscrits / participation                                                 | Inscrits / participation                                                 | 2 088 602        | 61,33            | 2 088 602        | 61,33            |           |        |        |              |               |  |  |  |

### Analyse
À l'issue de ce scrutin qui connait une participation en forte hausse (+13,5 %), le gouvernement sortant perd sa majorité. La coalition rouge-rouge, au pouvoir depuis 2009, encaisse d'assez lourdes pertes et arrive donc à sa fin. Une « grande coalition » entre le Parti social-démocrate d'Allemagne et l'Union chrétienne-démocrate d'Allemagne, au pouvoir entre 1999 et 2009, est également minoritaire avec le recul enregistré par les chrétiens-démocrates. Face à la chute des trois partis ayant participé au gouvernement du Land ces 20 dernières années, l'Alternative pour l'Allemagne enregistre la plus forte progression et double le nombre de ses sièges. Viennent ensuite l'Alliance 90 / Les Verts et les Mouvements citoyens unis du Brandebourg / Électeurs libres (de).
C'est plausiblement une coalition noire-rouge-verte qui découlera de ce scrutin, compte tenu du refus exprimé pendant la campagne électorale par Parti social-démocrate d'entrer dans des négociations avec l'AfD.

#### Sociologique
| Catégorie                      | SPD  | AfD  | CDU  | Grünen | Linke | BVB/FW (de) | FDP |
| ------------------------------ | ---- | ---- | ---- | ------ | ----- | ----------- | --- |
| Catégorie                      |      |      |      |        |       |             |     |
| Sexe                           |      |      |      |        |       |             |     |
| Hommes                         | 24 % | 29 % | 15 % | 10 %   | 10 %  | 5 %         | 4 % |
| Femmes                         | 28 % | 18 % | 16 % | 12 %   | 11 %  | 6 %         | 4 % |
| Âge                            |      |      |      |        |       |             |     |
| Moins de 30 ans                | 13 % | 20 % | 9 %  | 24 %   | 11 %  | 4 %         | 7 % |
| 30-44 ans                      | 17 % | 29 % | 16 % | 13 %   | 8 %   | 6 %         | 5 % |
| 45-59 ans                      | 24 % | 28 % | 16 % | 11 %   | 9 %   | 5 %         | 5 % |
| Plus de 60 ans                 | 37 % | 18 % | 17 % | 6 %    | 14 %  | 5 %         | 3 % |
| Statut                         |      |      |      |        |       |             |     |
| Ouvrier                        | 25 % | 34 % | 14 % | 6 %    | 10 %  | 6 %         | 3 % |
| Employé                        | 27 % | 19 % | 15 % | 11 %   | 13 %  | 6 %         | 4 % |
| Fonctionnaire                  | 26 % | 16 % | 21 % | 13 %   | 12 %  | 5 %         | 6 % |
| Indépendant                    | 21 % | 23 % | 21 % | 11 %   | 8 %   | 4 %         | 8 % |
| Études                         |      |      |      |        |       |             |     |
| Hauptschulabschluss            | 34 % | 27 % | 18 % | 3 %    | 9 %   | 6 %         | 2 % |
| Mittlere Reife                 | 25 % | 31 % | 14 % | 7 %    | 9 %   | 5 %         | 4 % |
| Abitur (baccalauréat)          | 21 % | 22 % | 15 % | 16 %   | 11 %  | 5 %         | 4 % |
| Hochschulabschluss (supérieur) | 27 % | 13 % | 17 % | 19 %   | 12 %  | 5 %         | 5 % |

### Conséquences
Près de huit semaines après le scrutin, le SPD, la CDU et les Grünen annoncent être parvenus à un accord pour former une « coalition kényane ». Dietmar Woidke est réélu ministre-président le 20 novembre suivant par 47 voix sur 87 lors d'une session du Landtag.